# Zygmunt Rombalski
Zygmunt Leon Rombalski (ur. ?, zm. 26 grudnia 1973) – polski działacz partyjny i państwowy, I sekretarz Wojewódzkiego Komitetu PPS w Bydgoszczy (1946, 1948) wicewojewoda śląski (1949–1950).

## Życiorys
Po II wojnie światowej podjął działalność w Polskiej Partii Socjalistycznej, prezentując stanowisko jednolitofrontowe (opowiadające się za zjednoczeniem z PPR). Od lutego do września 1946 i od października do grudnia 1948 I sekretarz/sekretarz wojewódzki Komitetu PPS w Bydgoszczy, a od kwietnia do października 1948 przewodniczący Wojewódzkiego Komitetu PPS. Jego odwołania z funkcji miały związek z wewnątrzpartyjnym konfliktem z przeciwnikami zjednoczenia z PPR Wojciechem Wojewodą i Stefanem Rutkowskim. Od 1948 wchodził w skład Rady Naczelnej PPS, w grudniu 1948 wraz z PPS współtworzył Polską Zjednoczoną Partię Robotniczą i został wybrany członkiem egzekutywy Komitetu Wojewódzkiego PZPR w Bydgoszczy. W 1949 objął fotel wicewojewody śląskiego, zajmował go do likwidacji tego stanowiska w 1950. W 1950 przewodniczył Wojewódzkiej Komisji Lokalowej w Katowicach (dla województwa opolskiego).